# Klein tijmblauwtje
Het klein tijmblauwtje (Pseudophilotes baton) is een vlinder uit de familie van de Lycaenidae, de kleine pages, vuurvlinders en blauwtjes. 

## Kenmerken
De spanwijdte bedraagt 10 tot 11 millimeter. 

## Verspreiding en leefgebied
De soort komt voor van Centraal- en Zuid-Europa tot diep in Siberië. In Nederland en België komt hij niet voor, uit Wallonië is de soort verdwenen. De vlinder vliegt tot hoogtes van 2000 meter boven zeeniveau. De vliegtijd is van april tot en met september.

## Waardplanten
De waardplanten van het klein tijmblauwtje zijn soorten tijm, steentijm, lavendel en munt. De soort overwintert als rups of pop.